# الفندق الكبير (فلم)
الفندق الكبير (بالإنجليزية: Grand Hotel) هو فيلم دراما تم إنتاجه في الولايات المتحدة وصدر في سنة 1932. الفيلم من كتابة بيلا بالاش.

## طاقم التمثيل
- غريتا غاربو
- جون باريمور
- جوان كراوفورد
- لايونيل باريمور

### ترشيحات وجوائز
| السنة | الحدث  | الفئة     | النتيجة |
| ----- | ------ | --------- | ------- |
| 1931  | أوسكار | أفضل فيلم | فوز     |

## الميزانية والإيرادات
بلغت تكلفة إنتاج الفيلم حوالي 750,000 دولار بينما حقق أرباحا تقدر بـ 2,250,000 دولار.

## وصلات خارجية
- مقالات تستعمل روابط فنية بلا صلة مع ويكي بيانات

1. ↑  Greason، Alfred Rushford (19 أبريل 1932). "Grand Hotel". فارايتي (مجلة). New York. ص. 14. مؤرشف من الأصل في 2019-04-20. اطلع عليه بتاريخ 2014-12-08.
2. ↑  Grand Hotel at the Internet Broadway Database نسخة محفوظة 21 سبتمبر 2015 على موقع واي باك مشين.
3. ↑  Mosher، John (23 أبريل 1932). "The Current Cinema". النيويوركر. ص. 68–69.